# Marele icosaedru trunchiat
În geometrie marele icosaedru trunchiat este un poliedru stelat uniform, cu indicele U55. Are 32 de fețe (12 pentagrame și 20 hexagoane), 90 de laturi și 60 de vârfuri. Având 32 de fețe este un icosidodecaedru neconvex. Un poliedru neconvex are fețe care se intersectează care nu reprezintă laturi sau fețe noi. Doar cele marcate cu sfere aurii sunt vârfuri, iar cele cu linii argintii sunt laturi.
Are simbolurile Schläfli t{3,5/2} sau t0,1{3,5/2} ca o trunchiere a marelui icosaedru, simbolurile Wythoff 2 5/2 | 3 sau 2 5/3 | 3 și diagrama Coxeter .

## Mărimi asociate

### Coordonate carteziene
Având în comun vârfurile cu marele icosaedru, coordonatele carteziene ale vârfurilor sale, cu lungimea laturii 2, centrat în origine, sunt toate permutările pare ale:
{\displaystyle \left(\,\pm 1,\,0,\,\pm 3\varphi ^{-1}\,\right)}
{\displaystyle \left(\,\pm 2,\,\pm \varphi ^{-1},\,\pm \varphi ^{-3}\,\right)}
{\displaystyle \left(\,\pm (1+\varphi ^{-2}),\,\pm 1,\,\pm 2\varphi ^{-1}\,\right)}
unde {\displaystyle \varphi ={\frac {1+{\sqrt {5}}}{2}}} este secțiunea de aur.

### Raza sferei circumscrise
Folosind relația {\displaystyle \varphi ^{-2}=1-\varphi ^{-1}} se poate verifica că toate vârfurile se află pe o sferă, raza acesteia pentru lungimea laturilor egală cu a fiind:
{\displaystyle R={\frac {1}{4}}{\sqrt {58-18{\sqrt {5}}}}\,a\approx 1,053292\,a.}

### Volum
Următoarea formulă pentru volum V este stabilită pentru lungimea laturilor tuturor poligoanelor (care sunt regulate) a:
{\displaystyle V={\frac {125-43{\sqrt {5}}}{4}}\,a^{3}\approx 7,212269~a^{3}.}

## Poliedre înrudite

Secvență de animare de la {5/2, 3} la {3, 5/2}

Acest poliedru este trunchiere a marelui icosaedru. 

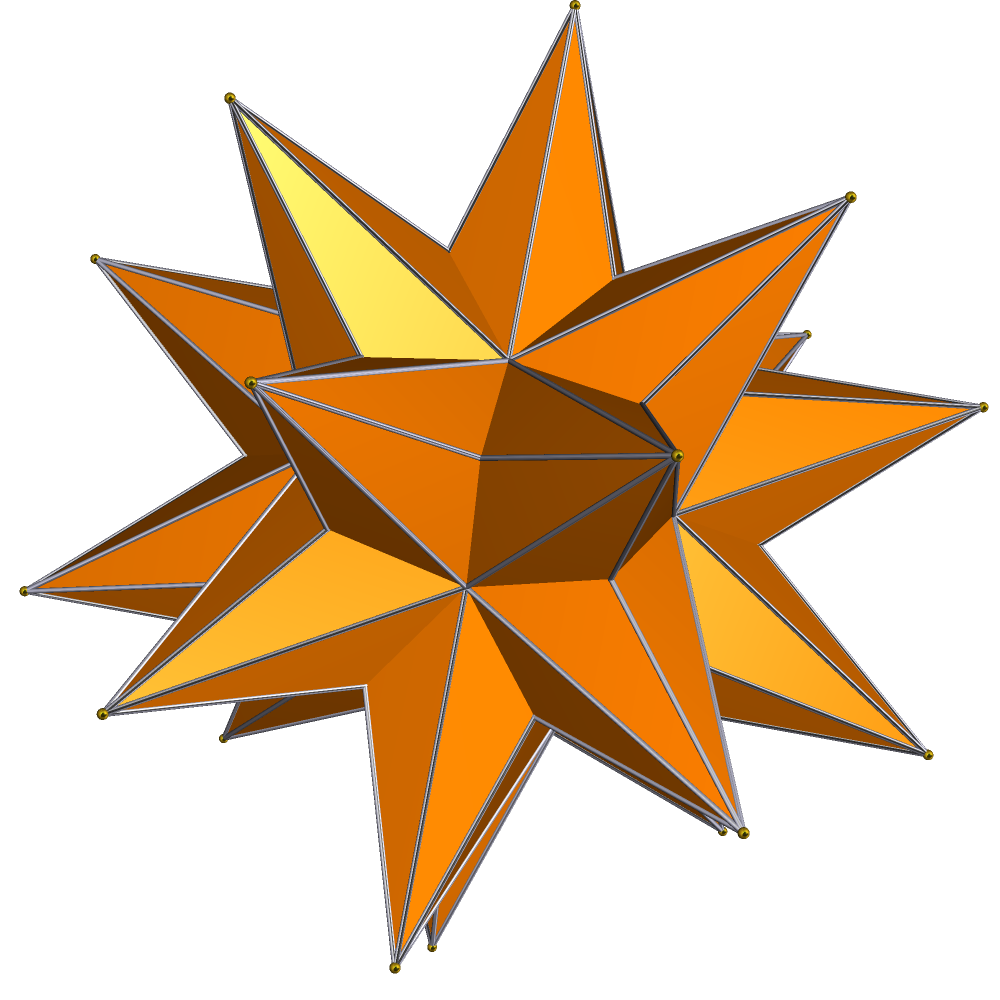
Dual: marele dodecaedru stelapentakis

| Nume                     | Marele dodecaedru stelat | Marele dodecaedru stelat trunchiat | Marele icosi- dodecaedru | Marele icosaedru trunchiat | Marele icosaedru |
| ------------------------ | ------------------------ | ---------------------------------- | ------------------------ | -------------------------- | ---------------- |
| Diagramă Coxeter– Dynkin |                          |                                    |                          |                            |                  |
| Imagine                  |                          |                                    |                          |                            |                  |

### Poliedru dual
Dualul său este marele dodecaedru stelapentakis.